# Albert Verwey

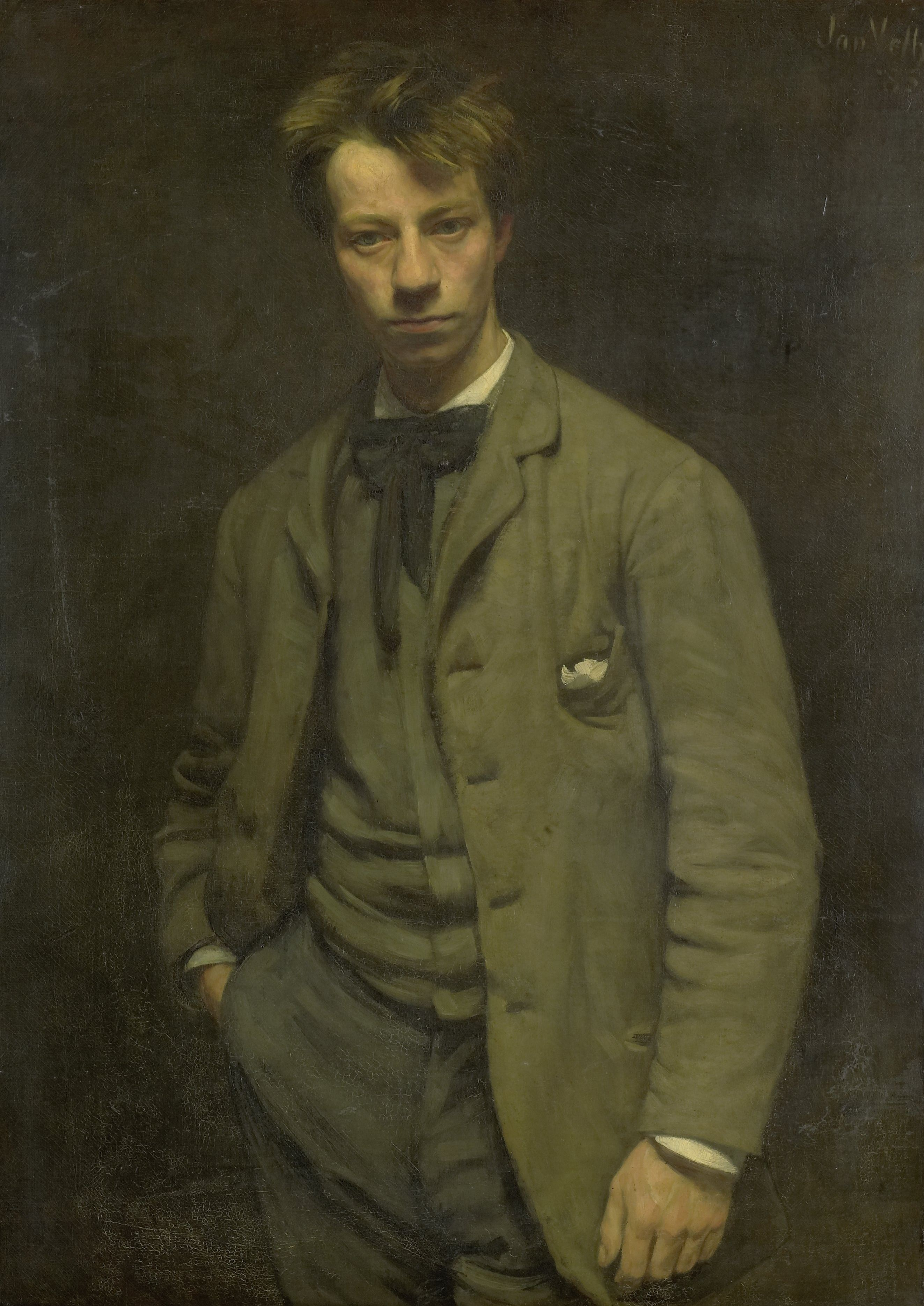
Albert Verwey
Gemälde von Jan Veth, 1885

Albert Verwey (* 15. Mai 1865 in Amsterdam; † 8. März 1937 in Noordwijk aan Zee) war ein holländischer Dichter, der der Gruppe der Achtzig zugehörte. Als Gast von Stefan George hielt er sich im Jahr 1898 in München auf und wurde auch bei den Kosmikern empfangen. Seine Dichtungen zählen zum literarischen Symbolismus.

## Stefan George
Verweys Bekanntschaft mit Stefan George dauerte von 1895 bis 1928. Nach dessen Tod 1933 veröffentlichte er hierüber ein Buch: Mijn verhouding tot Stefan George, Herinneringen uit de jaren 1895–1928 (1934). Verwey half Stefan George z. B. bei der niederländischen Übersetzung einiger Verse, die der Dichter Arnaut/Arnaldo Daniello in Canto 26 des Fegefeuers in Dantes Göttliche Komödie auf provenzalisch ausspricht. Nach Vollendung seiner eigenen Dante-Übersetzung 1923, sandte er George ein Exemplar; George war seit 1901 mit einer Teilübersetzung der Göttlichen Komödie beschäftigt.

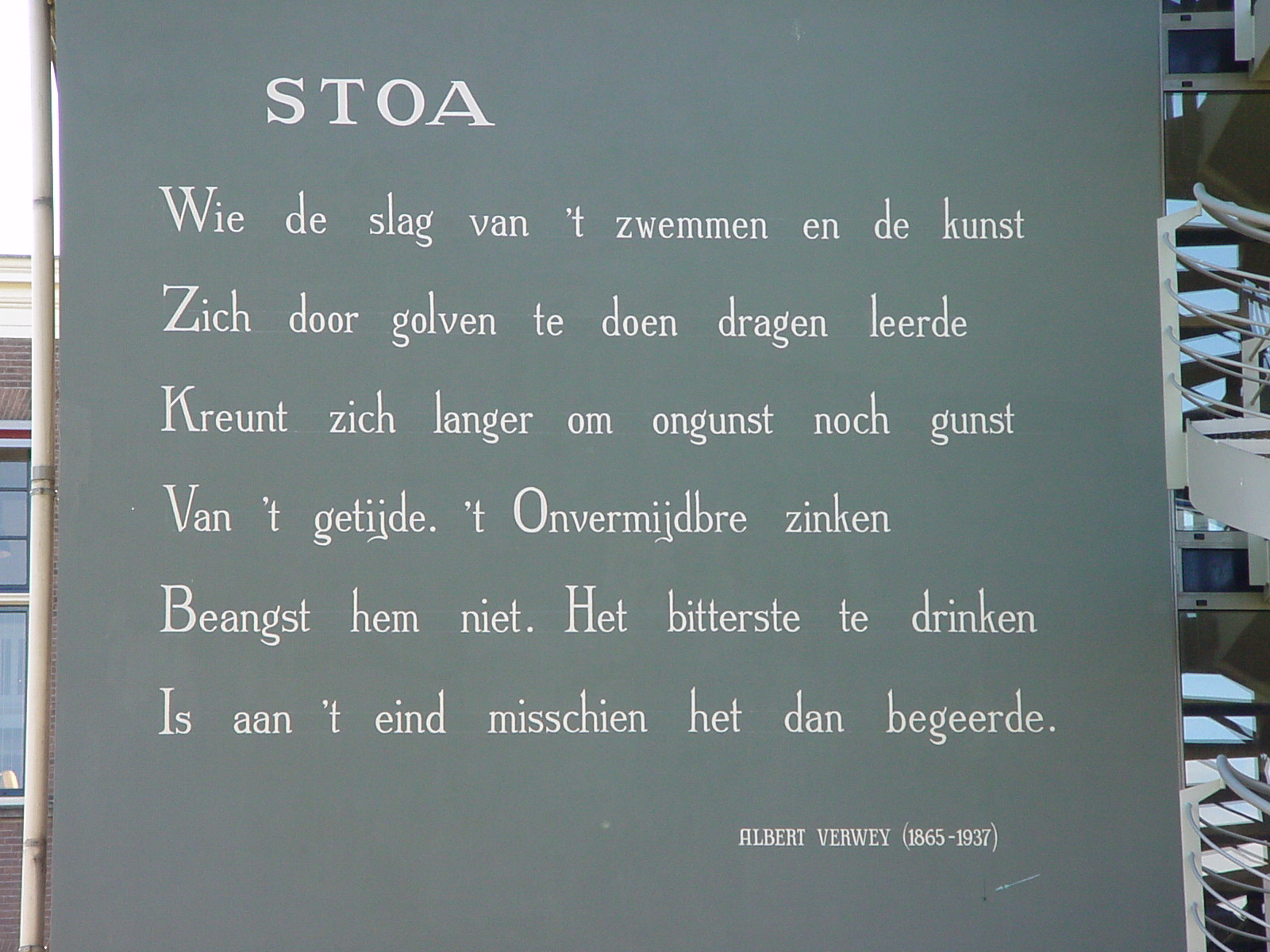
Gedicht 'Stoa' als Wandpoesie in Leiden
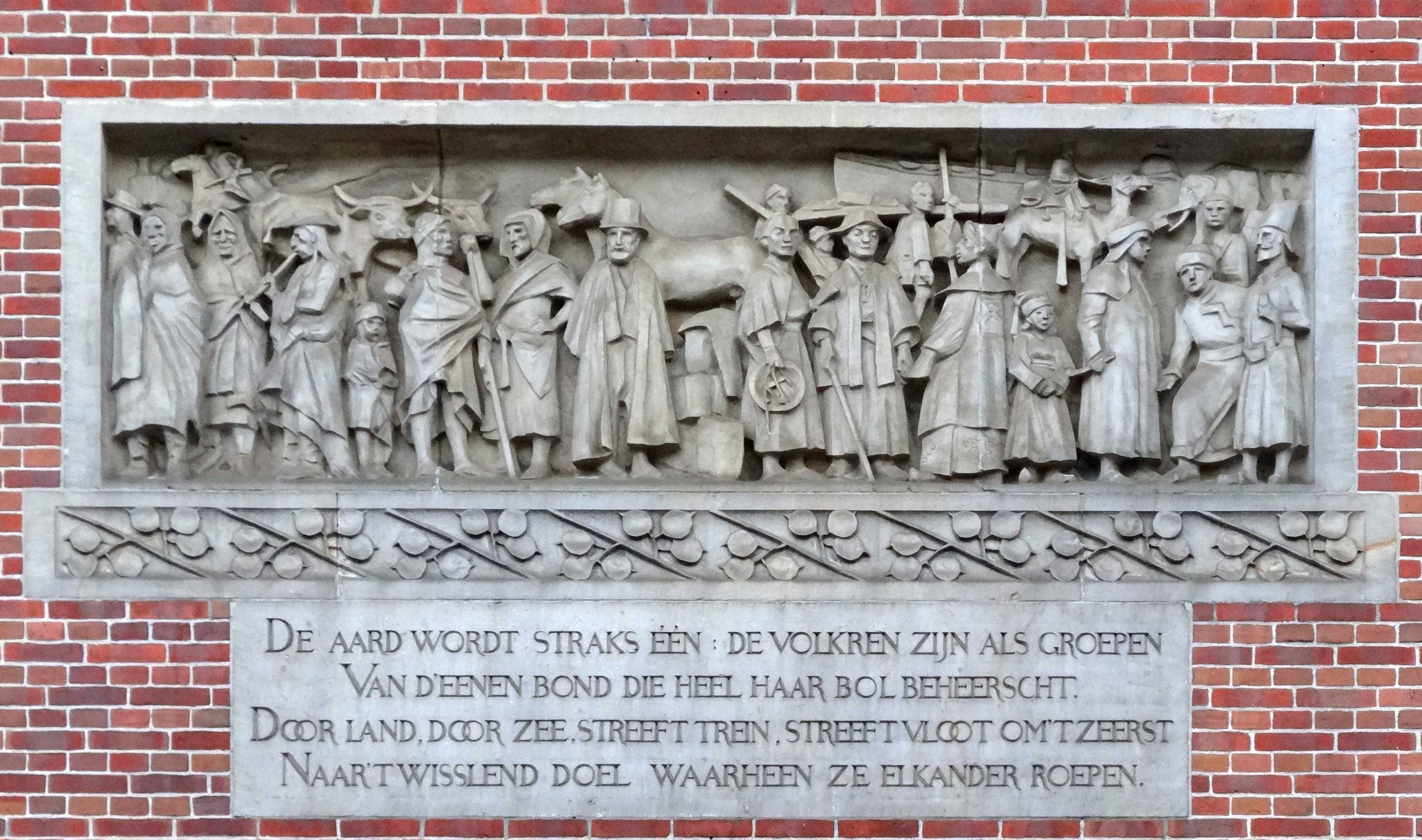
Gedicht (Beurs van Berlage, Amsterdam)
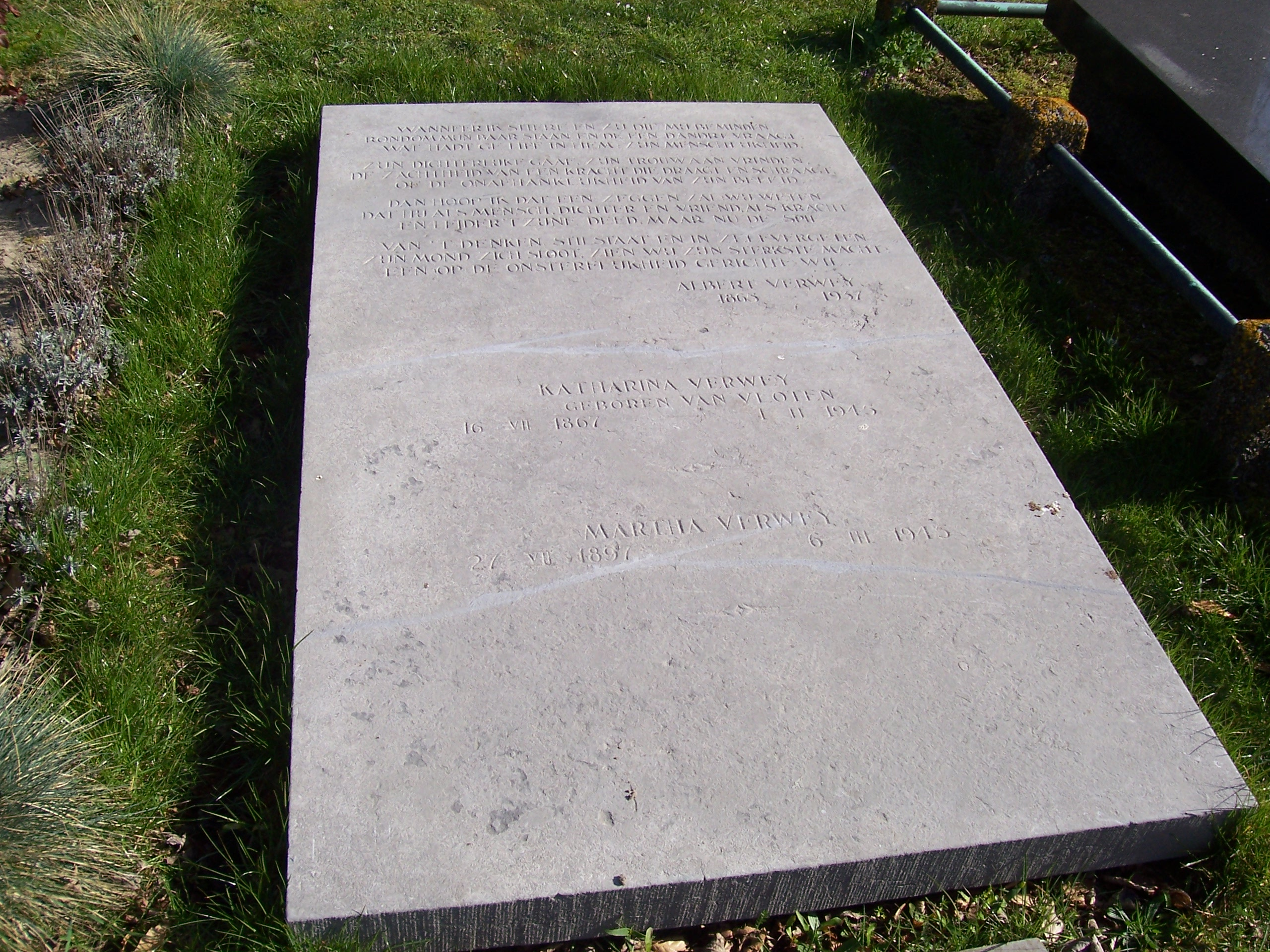
Grab in Noordwijk
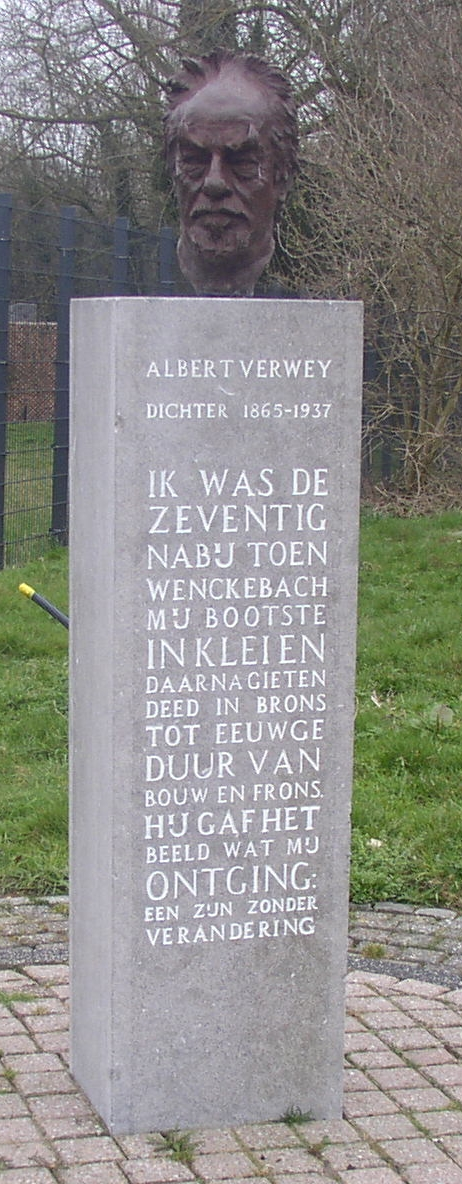
Büste in Noordwijk